# Sybra repudiosa
Sybra repudiosa es una especie de escarabajo del género Sybra, familia Cerambycidae. Fue descrita científicamente por Pascoe en 1865.
Habita en Indonesia (Célebes). Esta especie mide 6,75 mm.